# Wielino (obwód smoleński)
Wielino (ros. Велино) – wieś (ros. деревня, trb. dieriewnia) w zachodniej Rosji, w osiedlu wiejskim Smietaninskoje rejonu smoleńskiego w obwodzie smoleńskim.

## Geografia
Miejscowość położona jest nad rzeką Radowka (dorzecze Dniepru), 1 km od przystanku kolejowego Wielino, 1,5 km od drogi magistralnej M1 «Białoruś», 8 km od centrum administracyjnego osiedla wiejskiego (Smietanino), 34 km od centrum Smoleńska.

## Demografia
W 2010 r. miejscowość nie posiadała mieszkańców.